# 街庄社鄉
街、庄、社、鄉，是臺灣清治時期的城鄉聚落單位，也是非正式的最基層行政區劃單位，其上一級為「堡、里、鄉、澚」，再上一級則為「縣、廳」。這些聚落大多屬自然形成，其領導人係依據財富、社會地位及人際關係等因素由地方人士推舉產生，以協助縣級機構施行治理。
日治初期，當局決定沿用該制度，並將街庄等層級正式納為官方行政區劃單元。1901年，當局廢縣改置二十廳，雖改用支廳、區作為廳與街、庄、社、鄉的上一級正式行政區劃單位，但堡、里、鄉、澚仍普遍使用於地籍、戶籍、門牌號碼等場合。1920年，當局廢廳、支廳改置州、郡之後，舊有的街、庄、社、鄉全面廢除，改稱「大字」。
當時因應地理位置的差異使用不同的名稱，西部地區一般使用「街」、「庄」（莊），東部地區為主的原住民聚落使用「社」，澎湖地區則使用「鄉」。依據1903年11月出版的《臺灣現住人口統計》，全臺共有7,285個聚落（街、庄、社、鄉）。清治時期這些街庄社鄉並沒有明確的界線，是為自然村，面積大約都只有今之村里大小甚至更小。
劉銘傳接任臺灣巡撫後，實施「土地清丈」，並於1886年（光緒12年）在臺北、臺南成立「清賦總局」統籌規劃，是臺灣整理地籍之開端。隨著清丈進行，各堡里、街莊之間劃定較為明確的界線，並製作《魚鱗圖冊》。
日治時期全面土地調查，並於1904年完成。當中確立各街庄鄉社的界線，完成臺灣堡圖等地圖。1905年臺灣總督府推動首次人口普查時，為了統計方便，將部分相鄰聚落合併調查，因而減少為2,991個街、庄、社，被合併的街庄社則成為新的大街庄社下的「土名」，僅具地理意義，面積也擴大到約今之數個村里的大小；至1920年街庄改制大字時，這些土名則成為改制後大字下的小字。

## 連結
- 日治時期地方行政機構 （页面存档备份，存于）

## 閱讀
- 1920年後臺灣地方行政中街庄議會的運作 - 國立臺灣圖書館
- 林宜駿.日治時期郡市街庄官廳建築之研究.私立中原大學.2004 （页面存档备份，存于）